# Marcial Marín
Marcial Marín Hellín (Fuente-Álamo, Albacete, 10 de febrero de 1968) es un economista, empresario y político español, secretario de Estado de Educación, Formación Profesional y Universidades del Gobierno de España entre 2015 y 2018 y consejero de Educación, Cultura y Deporte del Gobierno de Castilla-La Mancha entre 2011 y 2015.

## Biografía
Nacido en 1968 en el municipio albaceteño de Fuente Álamo, es licenciado en Ciencias Económicas y Empresariales por la Universidad de Murcia y tiene el Curso Superior de Gestión y Dirección de Empresas en ICADE. Además, es técnico superior en Riesgos Laborales - Seguridad de la Empresa por la Universidad Empresa.  
Desde 1998 hasta mayo de 2007, fue director gerente de la Asociación de Empresarios de Campollano. En este ámbito, ha llevado a cabo responsabilidades de dirección de equipos, contabilidad, fiscal, laboral, comunicación e imagen, formación, nuevas tecnologías, prevención riesgos laborales, subvenciones, empleo, calidad y medio ambiente. Conocedor del asociacionismo empresarial en polígonos industriales de toda España, del tejido empresarial y autónomo de Castilla-La Mancha, es especialista en gestión de áreas industriales. 
Anteriormente, ocupó responsabilidades de perfil directivo-técnico en FEDA-CEEI-Albacete, Cámara de Comercio e Industria de Albacete y fue director de proyectos en la Coordinadora Española de Polígonos.
Asimismo, ha estado ligado al ámbito de la Informática y las Nuevas Tecnologías en la empresa privada, así como en la banca. 
En las elecciones a las Cortes de Castilla-La Mancha de 2007 fue elegido diputado regional del Partido Popular y renovó su escaño en las elecciones de 2011. En las Cortes Regionales, desempeñó los puestos de secretario general del Grupo Parlamentario Popular, portavoz de Ordenación del Territorio y Vivienda y coordinador de Economía, Trabajo, Empresas Públicas e Industria del Grupo Parlamentario. Asimismo, ha sido portavoz de Economía del PP en Castilla-La Mancha, perteneciendo actualmente al Comité Ejecutivo de la formación.
Desde noviembre de 2008 hasta mayo de 2011, fue presidente del PP de Albacete, consiguiéndose los mejores resultados históricos en elecciones locales, autonómicas, generales y europeas. 
Entre 2011 y 2015, siendo presidenta María Dolores de Cospedal, fue consejero de Educación, Cultura y Deportes de Castilla-La Mancha. El 3 de julio de 2015 fue nombrado secretario de Estado de Educación en sustitución de Montserrat Gomendio, siendo ratificado en el cargo el 11 de noviembre de 2016, con Íñigo Méndez de Vigo al frente del Ministerio. 
Ha sido senador del Reino de España por la provincia de Albacete desde diciembre de 2015 hasta mayo de 2016 (legislatura XI) y desde julio de 2016 hasta enero de 2017 (legislatura XII). 
En mayo de 2011, fue elegido concejal en el Ayuntamiento de Albacete, puesto que dejó para ser nombrado consejero. Así como, desde junio de 1995 hasta mayo de 1999, fue concejal en el Ayuntamiento de Fuenteálamo.